# Antifascism
Antifascism är en politisk ideologi, organisation eller handling - eller snarare en aspekt av mer omfattande ideologier - som försöker bekämpa fascismen och nazismen.
Organiserat motstånd mot fascismen har funnits, och finns, i hela världen, och kampen började före och under andra världskriget med den underjordiska väpnade motståndsrörelsen i länder ockuperade av fascister och nazister. Motståndsrörelserna kallade sig folkfronter, där kommunister och anarkister ofta hade den mest aktiva och militanta rollen. Man utförde strategiska attentat och sabotageaktioner i små grupper mot fiendens militära ställningar och industriella mål.

## Historia
Den ursprungliga termen användes på 1920-talet och betecknade det politiska motståndet mot Mussolinis regim; en rörelse som innefattade allt från katoliker till socialister.
Den första betydelsefulla antifascistiska rörelsen var den som under spanska inbördeskriget motsatte sig de spanska falangisterna, med Francisco Franco i ledningen. En av de ledande antifascisterna var anarkisten Buenaventura Durruti, som framgångsrikt försvarade Barcelona och Madrid mot fascisterna i sin Colomna Durruti, och Spaniens folk fick också hjälp av andra länders frivilliga antifascister i Internationella brigaderna.
I och med motståndet mot nationalsocialismen i Tyskland fick begreppet antifascism en bredare betydelse. 1932 bildades det ursprungliga AFA (tyska: 'Antifascistische Aktion') av Tysklands kommunistiska parti (KPD), i syfte att garantera partiets fysiska säkerhet gentemot NSDAP och dess paramilitära underorganisation SA. Efter det nazistiska maktövertagandet 1933 blev dock rörelsen tvungen gå under jorden.
Under andra världskriget bildades antifascistiska grupperingar i många europeiska länder, i synnerhet de som ockuperades av nazisterna. Efter krigsslutet inkorporerades många av Östeuropas antifascistiska rörelser i den realsocialistiska maktstrukturen. Från sovjetisk sida kom begreppet ganska snart att användas till att omfatta NATO och västlig politik i allmänhet under kalla kriget. Bland annat hade Berlinmuren det officiella namnet "Antifascistisk skyddsmur". Under framförallt Stalins politik i Sovjetunionen breddades begreppet för att brännmärka mycket av den "statsfientliga" oppositionen - bland annat förespråkare för parlamentariska och kapitalistiska statsskick. I Östtyskland menade makthavarna att landet till skillnad från Västtyskland, genom att ha avskaffat kapitalism och upprättat en socialistisk stat, slutgiltigt hade besegrat fascismen. Ordet antifascism användes samtidigt för att legitimera statsbildningen och opposition kunde smutskastas som "fascism", exempelvis genom att Folkupproret i Östtyskland 17 juni 1953 beskrevs som ett "fascistiskt kuppförsök" och Berlinmuren som en "antifascistisk skyddsbarriär".

## Antifascism idag

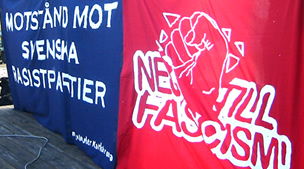
Banderoller på en Kristallnattsdemonstration.

Under efterkrigstiden och fram till våra dagar har kampen utkämpats bland annat mot nynazism, pronazistiska partier, statlig rasism och främlingsfientlighet, men också mot etablerade partier så om Sverigedemokraterna under deras tidiga historia. Även om inget av dessa är rent fascistiska företeelser och även om den egentliga fascismens nationsbegrepp inte var rasrelaterat så kallar ofta AFA idag rasistiska grupperingar för fascister.
Under det senaste nazistiska uppsvinget i Sverige förekom i snitt en nedbränning av flyktingförläggningar i veckan under tiden 1989-1992 En viktig vändpunkt för skapande av en samtida antifascistisk rörelse var 30 november 1991, som både i Lund och Stockholm ledde till omfattande oroligheter när antirasister med hjälp av blockader försökte stoppa ultranationalistiska fackeltåg och blev ett startskott på en organiserad antifascistisk gaturörelse i Skandinavien.
Antifascistisk Aktion (AFA) bildades 1993, efter lokala förlagor i Köpenhamn, Stockholm och tyska städer.
Det finns olika typer av antifascister. Den största politiska organisationen som valt att använda sig av begreppet antifascism är Vänsterpartiets ungdomsförbund Ung Vänster, men antifascister har i vissa specifika fall lyckats mobilisera långt utanför den etablerade vänstern. Både i efterdyningarna på Nordiska motståndsrörelsens angrepp på en antirasistisk demonstration i Kärrtorp 2013 och efter att flera feminister och vänsteraktivister knivskars av nazister på Möllevången i Malmö 2014, demonstrerade etablerade politiker från de stora mittenpartierna och långt över 10 000 människor deltog i protester. Vissa länder har lagstiftat mot nazistiska och rasistiska partier: i Tyskland är spridning av nazistisk propaganda och förnekande av Förintelsen förbjudet, medan Sverige har sin lag om hets mot folkgrupp och mot nazistiska symboler. EU rekommenderar sedan 2000 sina medlemsstater att förbjuda rasistiska organisationer.

Hakkors i förbudsskylt (BDR)

## Kritik
Begreppet antifascism, som beteckning på en politisk paraplyrörelse, har stött på åtskillig kritik.
Sociologen Antonia Grunenberg vid Hannah Arendt-Institutet ser begreppet, på grund av dess uteslutande negativa definition, som en "märkvärdig ordskapelse, som uttrycker ett vara-mot, men inte något politiskt begrepp".
Statsvetaren Manfred Funke framhåller att antifascism som begrepp är ett "politiskt universalvapen med tvetydig karaktär".